# Aude Picault
Pour les articles homonymes, voir Picault.

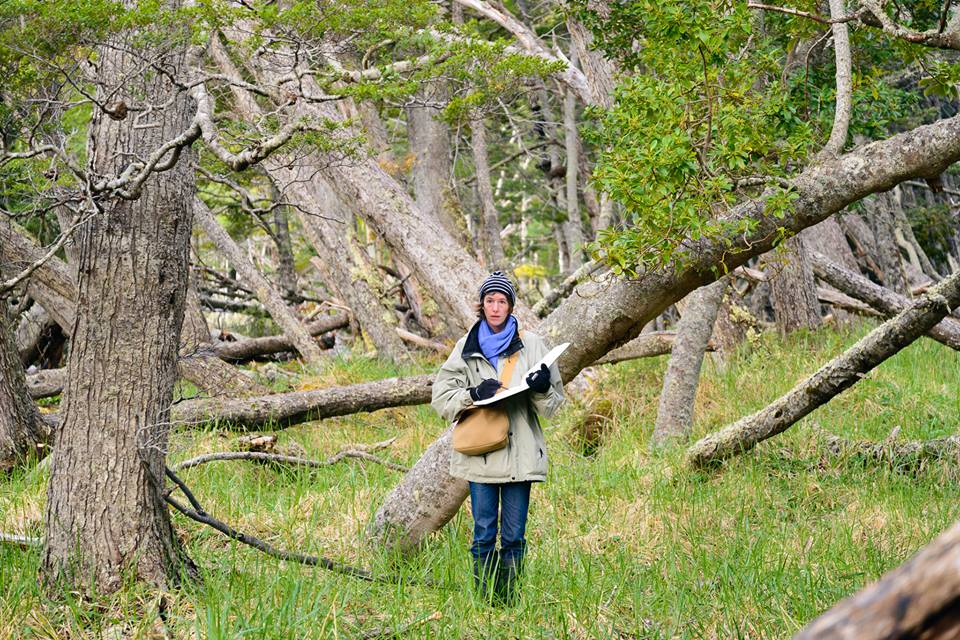
Aude Picault (en Patagonie) en 2013.

Aude Picault, née le 21 juin 1979, est une dessinatrice et une scénariste de bande dessinée française.

## Biographie
Aude Picault publie d'abord Moi je et Josée à compte d'auteur, l'année précédant son diplôme en graphisme/multimédia de l’École nationale supérieure des arts décoratifs en 2005.
Joueuse de trombone, elle fait partie du groupe les Ouiches Lorènes, auquel son livre Fanfare est dédié.
Elle a travaillé pour une agence de communication tout en publiant chez l'éditeur Warum Moi je. Délaissant le graphisme, elle se consacre ensuite à la bande dessinée et elle se fait remarquer en publiant chaque semaine dans Voici, la chronique d'Eva de 2006 à 2008 et également avec plusieurs albums jeunesse qui sortent dans la même période: Le crocovoleur de doudous, L'ours et les souris, Trop loin!...
Elle cofonde également le blog collectif Chicou-Chicou en 2006 avec Domitille Collardey, Olivier Tallec et Boulet. Elle y incarne Claude, une jeune femme un peu taciturne et un peu brutale, dont les aventures ont lieu dans la ville de Château-Gontier. Ont rejoint le groupe par la suite Lisa Mandel, Erwann Surcouf et Ohm. Le blog s'achève en 2008 et est suivi d'une publication en album aux éditions Delcourt, collection Shampooing. En 2010, elle sort l'album érotique Comtesse, le premier album de la collection BD Cul chez Les Requins Marteaux.
En 2017, elle publie chez Dargaud l'album Idéal Standard, remarqué par la critique ,,. La même année, son travail est exposé à la médiathèque de Douarnenez.
En 2019, sort le film Premières Vacances dans lequel elle est l'autrice des dessins de l'héroine, dessinatrice de bande dessinée interprétée par Camille Chamoux. Toujours en 2019, elle publie un second ouvrage érotique intitulé Déesse, toujours chez l'éditeur Les Requins Marteaux.

## Œuvres

### Jeunesse
- Le crocovoleur de doudous, éditions Kaléidoscope, février 2006
- L'ours et les souris, éditions Kaléidoscope, octobre 2007
- Trop loin !, éditions Kaléidoscope, octobre 2011

### Bandes dessinées
- Moi je, éditions Warum

1. Moi je, septembre 2005
2. Moi je et cætera, octobre 2007

- Papa, octobre 2006, L'Association
- Eva – JF se cherche désespérément, mars 2008, Glénat – prépublié dans l'hebdomadaire Voici[2]
- Les Mélomaniaks, aux éditions Glénat.

1. Les Mélomaniaks, juin 2008
2. Les Mélomaniaks 2, mars 2010

- Chicou Chicou (album collectif) avec Boulet, Domitille Collardey, Erwann Surcouf, Lisa Mandel, collection Shampooing, Delcourt, 2008,  (ISBN 978-2-7560-1532-3)
- Transat, mai 2009, collection Shampooing, Delcourt
- Comtesse, mars 2010, collection BD Cul, Les Requins Marteaux
- Fanfare, avril 2011, collection Shampooing, Delcourt
- Parenthèse Patagone, octobre 2015, Dargaud
- Lorsque je regarde mon enfant, mars 2016, Cambourakis  (ISBN 978-2-36624-193-8)
- Idéal standard, Dargaud, janvier 2017
- L'air de rien, Dargaud, octobre 2017
- Déesse, collection BD Cul, Les Requins Marteaux, 2019
- Amalia, Dargaud, janvier 2022
- Donjon Monsters tome 18, Noces de fleurs, avec Joann Sfar et Lewis Trondheim, Delcourt, mars 2024

### Presse
Elle a tenu une chronique, L'air du rien, dans le supplément Week-end de Libération de 2013 à 2015.

### Scénario
- Co-scénariste avec Fabrice Parme pour Famille Pirate, éditions Dargaud.

1. Les Naufragés, septembre 2012
2. L'imposteur, mai 2014

### Illustration
- Conversation avec un gâteau au chocolat de Martin Page, collection Mouche de L'École des loisirs, mars 2009
- Comment on fait les parents ? de Jean Regnaud, éditions Magnard, mars 2014

## Prix et récompenses
- 2018 : Prix Artémisia de l'humour, avec Idéal Standard[10]
- 2019 : Prix Coup de cœur au 39e festival Quai des Bulles pour Déesse[11].